# Gruttensteingasse
Die Gruttensteingasse ist eine Straße in der oberbayerischen Kurstadt Bad Reichenhall.

## Beschreibung
Die Gruttensteingasse führt als Sackgasse vom Oberen Lindenplatz in südlicher Richtung und endet nach etwa 120 Metern. Die Gruttensteingasse hat westlich eine Verbindung zum Florianiplatz, östlich zweigt der Pfannhauserweg als Fußweg ab.
Der Name geht auf die Burg Gruttenstein zurück, die sich wenige hundert Meter in nordöstlicher Richtung befindet.
Die Gruttensteingasse ist Bestandteil des denkmalgeschützten Ensembles Obere Stadt, im Norden grenzt die Gasse direkt an das Ensemble Alte Saline an. 
Die Gruttensteingasse ist ein verkehrsberuhigter Bereich.

## Geschichte
In der Oberen Stadt und damit auch in der Gruttensteingasse ist das älteste Siedlungsgebiet im Stadtkern, das heute bekannt ist. Da das Gebiet mehrmals von schweren Bränden verschont geblieben ist, hat sich hier ein Gebäudebestand erhalten, der zum Teil bis ins Mittelalter zurückgeht und in Einzelfällen sogar teilweise noch aus der Zeit der römischen Besiedelung stammen soll.
Ab dem 8. Jahrhundert befand sich im Bereich des Florianiplatzes bis ins Hochmittelalter die Dingstätte. Der Name des Dingstatt-Viertels oder Dingviertels hielt sich noch bis ins 19. Jahrhundert.
Beim letzten großen Stadtbrand von 1834 in der Nacht vom 8. auf den 9. November blieben von den 302 Häusern der Stadt nur 24 verschont, die meisten davon im Bereich am und um den Florianiplatz.
Beim Luftangriff auf Bad Reichenhall am 25. April 1945, der nachweislich den Bahnhöfen den Bahnstrecken Freilassing–Bad Reichenhall und Bad Reichenhall–Berchtesgaden galt, trug die Stadt teilweise schwere Schäden davon. Der Kirchberger Bahnhof befindet sich nur etwas 200 Meter Luftlinie in südwestlicher Richtung von der Gruttensteingasse entfernt. Das Kammerbotenviertel und die obere Poststraße, die sich etwa 200 Meter in nordwestlicher Richtung befinden, wurden durch Spreng- und Brandbomben völlig zerstört. Auch die Tiroler Straße, die heute auch Teil des Ensembles Obere Stadt ist, wurde stark in Mitleidenschaft gezogen. Der Rest der Oberen Stadt erlitt nur vereinzelte Schäden. Die Häuser Gruttensteingasse 11 und 13 wurden total zerstört, die Häuser 9 und 10 trugen leichte Schäden davon. In den Opferlisten sind für die Gruttensteingasse fünf Tote aufgeführt.

## Baudenkmäler
| Adresse             | Name                    | Beschreibung | erbaut                                                                    | Lage | Bild |
| ------------------- | ----------------------- | --- | ------------------------------------------------------------------------- | ---- | ---- |
| Gruttensteingasse 1 | Wohnhaus                | Giebelständiger zweigeschossiger Flachsatteldachbau mit Kniestock.                                               | 1526, im Kern älter.                                                      | ▼    |      |
| Gruttensteingasse 2 | Wohnhaus                | Putzbau mit Schopfwalmdach.                                                                                      | Bezeichnet mit dem Jahr 1846, im Kern wohl älter.                         | ▼    |      |
| Gruttensteingasse 4 | Wohnhaus                | Putzbau mit Satteldach, mit Nr. 2 zusammenhängend.                                                               | Um Mitte 19. Jahrhundert, im Kern wohl älter.                             | ▼    |      |
| Gruttensteingasse 5 | Wohn- und Geschäftshaus | Flachsatteldach, im Erdgeschoss Gewölbe und Holzbalkendecke.                                                     | 16./17. Jahrhundert                                                       | ▼    |      |
| Gruttensteingasse 6 | Wohnhaus                | Dreigeschossiger Flachsatteldachbau, Kelleranlage und aufgehendes Mauerwerk mittelalterlich, mit gewölbtem Flur. | Aufstockung und Umbau im 19. Jahrhundert, Holzlege mit Pultdach von 1881. | ▼    |      |

## Bodendenkmäler
Die Gruttensteingasse liegt im Bereich eines großflächigen Bodendenkmals, das in die Denkmalliste von Bad Reichenhall eingetragen ist. In diesem Bereich, der sich über die gesamte historische Altstadt und die Saline erstreckt, befinden sich im Boden mittelalterliche und frühneuzeitliche Siedlungsteile.